# Station Penge West
Station Penge West is een spoorwegstation in de plaats Penge in de London Borough of Bromley in het zuidoosten van de regio Groot-Londen, Engeland. Het station wordt gebruikt door twee spoorwegmaatschappijen: London Overground (verlengde East London Line) en Southern (Brighton Main Line).